# Lindsay Felton
Lindsay Marie Felton, född 4 december 1984, är en amerikansk skådespelerska. Hon är mest känd för att spela huvudrollen i Nickelodeon-serien Caitlins val.

## Film
- 3 Ninjas: High Noon at Mega Mountain
- The Adventures of Ragtime
- Size 'Em up (kort film)
- Anna's Dream
- Grind
- The Metro Chase
- Two Star State of Mind
- Raymond Did It
- Leaving Circadia
- The Genesis of Lincoln
- Fated

## Tv
- Thunder Alley
- Kameleonten
- Stray Dog
- Movie Stars
- Caitlins val
- The Nightmare Room
- Cityakuten
- Scream Queens
- Orange Is the New Black